# Jiří Jánský
Jiří Jánský (* 3. srpna 1941 v České Třebové) je český historik, věnující se zejména středověkým dějinám v prostoru česko-bavorské hranice.

## Profesní dráha
Studoval na Institutu tělesné výchovy a sportu a na Filozofické fakultě Univerzity Karlovy v Praze. Do roku 1984 pracoval jako učitel pražského Gymnázia Nad Turbovou, od té doby vyučuje na Gymnáziu Nad Alejí v Praze 6 a v posledních letech též na konzervatoři Duncan Centre.
Ústředním tématem Jánského knih je vývoj v oblasti západních Čech, a zejména pak česko-bavorské hranice v době vrcholného a pozdního středověku a raného novověku, nahlíženému z horizontu přeshraničních česko-německých vztahů, vzájemných konfliktů a diplomatických aktivit. Lze říci, že Jánského publikace přispívají k pokud možno neutrálnímu zkoumání společné česko-německé historie, když podrobným popisem vykreslují realitu středověkého jednání a uvažování v jeho syrovém pragmatismu a mimoděk ji tak zbavují mytizujících konotací.
V rámci svého zaměření se Jánský podílí na archeologickém průzkumu hradu Rýzmberka v jihozápadních Čechách, popřípadě dalších hradů v okolí (Osvračín, Lacembok, Starý a Nový Herštejn). Ve spolupráci s Asociací grafologů se rovněž věnuje historii písma.

## Publikace
- Plzeňský kronikář Šimon Plachý o Jiříkovi Kopidlanském. In: Minulostí Západočeského kraje 27, (1991,) s. 79-86.
- Rýzmberský landfrýd a rytířsko-měšťanský spolek Jana Klenovského. In: Minulostí Západočeského kraje 28, (1992 [vyd. 1993],) s. 85-98.
- Z dob králů dvojího lidu a loupežných rytířů. Historické skici, koláže a reportáže. Praha : FELT technika, 1993.
- Endres z Lichtensteina a dvojí dobytí tvrze v Křínově: (1504, 1507). In: Muzejní a vlastivědná práce. Časopis společnosti přátel starožitností. 31, č. 2 (1993), s. 91-98
- Protiměstské opovědnické družiny v jižních a jihozápadních Čechách v letech 1514-1534. In: Táborský archiv : sborník Okresního archivu v Táboře Tábor : Okresní archiv v Táboře 5, (1993,) s. 63-135.
- Zdeněk Dobrohost z Ronšperka ve světle Starých letopisů českých a německých pramenů ANM. In: Časopis Národního muzea v Praze. Řada historická 162, č. 1-2, (1993 [vyd. 1994],) s. 1-12
- Byl kostel sv. Václava v Netolicích kostelcem? In: Jihočeský sborník historický. 63, (1994,) s. 160-161.
- Tři kapitoly z dějin hradů Starého a Nového Herštejna. In: Castellologica bohemica /Praha : Archeologický ústav AV ČR 6/1, (1998,) s. 187-204.
- Hrad Gutštejn. In: Západočeský historický sborník / Plzeň : Státní oblastní archiv v Plzni 6, (2000,) s. 75-103. Společně s Jiřím ÚLOVCEM.
- Dějiny hradu Nového Herštejna a jeho držitelů. In: Západočeský historický sborník /Plzeň : Státní oblastní archiv v Plzni 7, (2001,) s. 41-87.
- Kronika česko-bavorské hranice = Chronik der böhmisch-bayerischen Grenze, I.-V. díl. Domažlice : Nakladatelství Českého lesa, 2001-2005. ISBN 80-86125-28-9
- Rytíř Přibík Klenovský z Klenového (1416-1465), "bohatýr neodolatelný" a "Jidáš táborů". In: Sborník prací z historie a dějin umění : Klenová / Klatovy : Galerie Klatovy 3, (2004,) s. 51-167.
- Páni ze Švamberka. Pětisetletá sága rodu s erbem labutě. Domažlice : Nakladatelství Českého lesa, 2006. ISBN 80-86125-72-6
- Tvrz a statek Lštění za hrabat z Bubna a Litic na Srbicích. In: Castellologica bohemica / Praha : Archeologický ústav AV ČR 11, (2008), s. 389-394.
- Hroznatovci a páni z Gutštejna. Domažlice : Nakladatelství Českého lesa, 2009. ISBN 978-80-87316-02-3
- Kdo byl rytíř Kamrovec? In: Hláska. Zpravodaj Klubu Augusta Sedláčka 21, č. 4 (2010), s. 52-54
- Dobytí hradů Rýzmberka a Starého Herštejna domažlickými husity v květnu roku 1421. In: Castellologica bohemica / Praha : Archeologický ústav AV ČR Sv. 12, (2010), s. 345-358.
- Rytíři z Hrádku-Lacemboku. In: Zdeněk PROCHÁZKA, Tvrz ve Lštění: proměny jednoho rytířského sídla, aneb, Jak se státi zemánkem. Domažlice : Nakladatelství Českého lesa, 2013. ISBN 978-80-87316-38-2
- Dobrohostové z Ronšperka a na Poběžovicích. Rod erbu berana. Domažlice : Nakladatelství Českého lesa, 2013. ISBN 978-80-87316-31-3
- Vítězné bitvy knížat Boleslava I. a Břetislava I. na česko-bavorské hranici v letech 955 a 1040. In: Vlastivědný sborník Muzea Šumavy / Sušice : Muzeum Šumavy Sv. 9, (2016), s. 101-137.